# Данг (аеропорт)
Аеропорт Данг (IATA: DNP, ICAO: VNDG), також відомий як Аеропорт Тарігаун — внутрішній аеропорт, розташований у Тулсіпурі, який обслуговує округ Данг, район у провінції Лумбіні в Непалі.

## Зручності
Аеропорт розташований на висоті 640 метрів над рівнем моря. Він має одну злітно-посадкову смугу довжиною 832 метри у довжину. 

## Авіалінії та напрямки
| Авіакомпанія   | Пункт призначення |
| -------------- | ----------------- |
| Nepal Airlines | Катманду          |
| [ 3 ]          | {{{4}}}           |

## Доступ
Аеропорт розташований на шосе Рапті. Вона здатна обслуговувати весь район, так як лежить на 23 км на захід від Ґорахі.